# ПВД-20
ПВД-20 — парк воздушно-десантный. 

ПВД-20 обр. 1951 г.

Понтонный парк ПВД-20 являлся табельным переправочным средством частей ВДВ, обеспечивающим наведение мостовых и паромных переправ.

## Техническое описание

### Табель материальной части
Материальная часть парка состоит из:
- 20 надувных десантных лодок НДЛ-20;
- 60 щитов пролетного строения.

### Транспортировка парка
Вся материальная часть парка по суше перевозится на 10 автомобилях ГАЗ-63 или 6 автомобилях ЗИС-151.
Надувная десантная лодка НДЛ-20 состоит из бортовой и внутренней камер с пятнадцатью отсеками и матерчатого днища. Для усиления днища в промежутки между камерами укладывают фасонные листы из водостойкой фанеры. В комплект лодки входят: лодка, днище из фасонных листов, пять ножных мехов, пять шлангов, одиннадцать весел, запасных частей и починочного материала, чехлы для лодки и принадлежностей.

Снаряжение лодки производится в следующем порядке: лодка вынимается из чехла, раскладывается на ровном месте и надувается с помощью мехов и шлангов. В начале надувания вкладывается деревянное днище. После отсоединения шлангов вентили закрываются крышками.

### Характеристика мостов
Материальная часть парка допускает устройство мостовых переправ грузоподъемностью 4, 6 и 8 тонн. 

Длина моста из парка 88,2 м.

### Характеристика паромов
Паром на двух лодках обеспечивает переправу артиллерийских орудий, колесных тягачей и других грузов общим весом до 3 т и давлением на ось до 1,5 т.

Паром на трех лодках обеспечивает переправу артиллерийских орудий, колесных тягачей и других грузов общим весом до 5 т и давлением на ось до 2,5 т.

### Эксплуатация (боевое применение)
Состоял на вооружении ВДВ с 1951 по 1967 годы.